# Tour Down Under 2009
11. edycja Tour Down Under odbyła się w dniach 20–27 stycznia 2009 roku. Trasa tego australijskiego, sześcioetapowego wyścigu liczyła 802 km ze startem w Norwood i metą w Adelaide.

## Etapy
| Etap    | Data        | Start – meta                | Długość (km) | Zwycięzca etapu   | Lider         |
| 1. etap | 20 stycznia | Norwood – Mawson Lakes      | 140          | Andre Greipel     | Andre Greipel |
| 2. etap | 21 stycznia | Hahndorf – Stirling         | 145          | Allan Davis       | Allan Davis   |
| 3. etap | 22 stycznia | Unley – Victor Harbor       | 136          | Graeme Brown      | Allan Davis   |
| 4. etap | 23 stycznia | Burnside Village – Angaston | 143          | Allan Davis       | Allan Davis   |
| 5. etap | 24 stycznia | Snapper Point – Willunga    | 148          | Allan Davis       | Allan Davis   |
| 6. etap | 25 stycznia | Adelaide                    | 90           | Francesco Chicchi | Allan Davis   |

## Wyniki
| M-ce | Imię i nazwisko        | Kraj       | Drużyna               | Czas        |
| ---- | ---------------------- | ---------- | --------------------- | ----------- |
| 1.   | Allan Davis            | Australia  | Quickstep             | 19:26.59 h  |
| 2    | Stuart O’Grady         | Australia  | Saxo Bank             | + 0.25 min  |
| 3    | José Joaquín Rojas Gil | Hiszpania  | Caisse d’Epargne      | + 0.30 min  |
| 4    | Martin Elmiger         | Szwajcaria | Ag2r-La Mondiale      | + 0.30 min  |
| 5    | Wesley Sulzberger      | Australia  | La Française des Jeux | + 0.37 min  |
| 6    | Michael Rogers         | Australia  | Columbia              | + 0.38 min  |
| 7    | Matthew Wilson         | Australia  | UniSA-Australia       | + 0.39 min  |
| 8    | Mauro Santambrogio     | Włochy     | Lampre                | + 0.40 min  |
| 9    | Jussi Veikkanen        | Finlandia  | La Française des Jeux | + 0.40 min  |
| 10   | Mikaël Cherel          | Francja    | La Française des Jeux | + 0.40 min  |
| 66   | Łukasz Bodnar          | Polska     | Liquigas              | + 25.43 min |